# Ocean Springs
Ocean Springs est une ville américaine du comté de Jackson, dans l'État du Mississippi. 
Au recensement de 2010, la population s'élevait à 17 442 habitants.
Le Bureau du recensement des États-Unis indique une superficie de 39,5 km2 pour Ocean Springs.
En 1699, deux frères, Jean-Baptiste Le Moyne de Bienville et Pierre Le Moyne d'Iberville, fondèrent une première colonie au sud de la Nouvelle-France qu'ils nommèrent fort Maurepas. Le fort Maurepas fut construit afin  de défendre la côte de la Louisiane française donnant sur le golfe du Mexique. Détruit au cours du XVIIIe siècle, le fort Maurepas a laissé la place à la future ville d'Ocean Springs. Une réplique du fort Maurepas est reconstituée sur le site historique.
Océan Springs est cité par Dujardin-Beaumetz et P. Yvon dans la liste des eaux minérales insérée dans le « Formulaire pratique de thérapeutique et de pharmacologie », Paris, Octave Dion, 1888, p. 480 : eaux froides - Chlorurées sodiques